# Старокримське родовище графіту
Старокримське родовище графіту

## Історія
Влітку 1881 року гірничий інженер Г. Романовський, шукаючи залізну руду в Приазов'ї, знайшов на правому борту балки Міхалетті, поблизу с. Старий Крим, грудки зруйнованого гнейсу з рясними домішками лусочок графіту.
Цей «передісторичний» період української графітової промисловості закінчився 1904 року, коли один із селян с. Старий Крим поблизу Маріуполя відкрив родовище графіту, назване пізніше Старокримським. Американець Джон-Фердінанд Лямпе того ж року орендував це родовище у селян села Старий Крим та почав його розробляти. Руду на ділянці видобували відкритими роботами.
Того ж 1904 року В. Ф. Вальтон збудував у Маріуполі перший графітовий завод, який став виробляти чорний і сріблястий графіт. Руду доставляли до Маріупольського заводу, і коштувала вона франко-завод по 3 крб. 65 коп. за тону, враховуючи і орендну плату селянам — 1 крб. 20 коп. з тони.
Щоб далі розробляти родовище, потрібно було перейти на підземні роботи, через що собівартість руди неминуче зростала. Зросли і вимоги селян щодо орендної плати. Підприємець почав розшукувати інші графітні родовища в районі Маріуполя. Спроби ці закінчилися успішно, і в 1908 році завод почав отримувати руду біля с. Миколаївки, колишньої Бердянської округи, за 55 км від Маріуполя. Вміст вуглецю в миколаївській руді становив 18 %, тоді як в старокримській — 12—14 %. Коштувала миколаївська руда франко-завод в Маріуполі 6 крб. 70 коп. за тонну.
Миколаївські родовища — група родовищ біля с. Троїцького, в 30 км від Бердянська на р.Берда. Частину виходів графітної руди на цій ділянці (родовище Троїцьке) описали брати Носови ще в 1869 році. Ділянка знаходилася біля села на правому березі р. Берестова, за 400 м від її впадіння в р. Берда. Розробки розпочаті вперше в 1912 році, і тривали три роки. Видобування здійснювалося в трьох невеликих кар'єрах. За цей період видобуто 500 т руди. Кар'єри розроблялися ще й в 1917 році, та пізніше, до 1925 року
На правому березі р. Берда, в районі Сачкових хуторів, інтенсивна кустарна розробка графітної руди за допомогою ям та неглибоких шурфів велась у 1916 році . Видобували графітну руду в 1916 році також і біля хутора Старо-Солдатський, на лівому березі р. Берда
Так поступово визначився Приазовський графітовмісний район, на базі графітних родовищ якого до 1911 року в Маріуполі вже працювали два графітні заводи — Вальтона та Рутченкова. Інженер С. В. Рутченко заснував товариство «Графіт» в 1910 році. З 1912 року товариство стало займатися видобуванням руди на Старокримській копальні, та збагаченням її на заводі в Маріуполі, а також виробництвом графітної і котельної фарби. Старо-Кримська графітова копальня, що перейшла до Рутченкова, знаходилася в двох кілометрах на північ від с. Старий Крим, на правому березі Міхалеттівської балки, за 1,5 км від її спуску до р. Кальчик.

## Геологічна характеристика Старокримського родовища
Родовище знаходиться в біотитових гнейсах, перетятих та порушених рясною інтрузією гранітів. Разом з біотитовими зустрічалися на родовищі і піроксенові та амфіболо-піроксенові гнейси, що залягають часто з рудою. Породи дуже розкладені у верхніх частинах родовища, але ступінь їхнього розкладу помітно зменшується у підземних поверхах копальні, що доходять до глибини 25 м. Простягання порід — південний схід від 120 до 150º, спад на південний захід під кутом від 75 до 90 º.
Руда залягає лінзами, викривленими та неправильними, витягнутими в напрямку простягання порід. Потужність лінз змінювалася в широких межах, доходячи інколи до двох метрів. Довжина окремих лінз рідко доходила до кільканадцяти метрів. Іноді лінзи розгалужувались, іноді йшли одна за одною у вигляді жили. Число таких жил у верхній частині родовища, вибраній відкритим кар'єром на глибину 7-8 м, було 8, з вмістом графіту до 25 %, в кращих місцях — 35 %.
Руда — майже виключно зруйновані гнейси, насичені графітними лусочками. Лусочки у гнейсах іноді зростаються з біотитом. Руда — пухка та грудкова, але грудки легко руйнуються. Домішки в руді — кварц, каолін, вохра.

## Розробка родовища
Видобувні роботи здійснювалися 12 робітниками, які при пробному видобуванні дали 4357 пудів руди. З 1912 по 1917 р. було видобуто 365 420 пудів руди. Під кар'єром знаходилися підземні експлуатаційні виробки. Копальня працювала до горизонту 25 м (двома і трьома поверхами). Збагачення здійснювалося на Маріупольському заводі, де вміст вуглецю в концентраті доводився до 85 % при крупності 0,21 мм